# Епископи (Кипър)
Епископи е административният център на британските военни бази в Акротири и Декелия.
Намира се в средата на Западната суверенна база заедно с Акротири. В зоната на Източната суверенна база са Декелия и Агиос Николаос, на 34°40′ с. ш. 32°51′ и. д. / 34.666667° с. ш. 32.85° и. д.. Макар че не е най-голямата от британските военни бази на острова, тя е дом на цивилната и военната администрация на Суверенните военни бази.